# Барич (Паб'яницький повіт)
Барич (пол. Barycz) — село в Польщі, у гміні Добронь Паб'яницького повіту Лодзинського воєводства.
Населення — 233 особи (2011).
У 1975-1998 роках село належало до Серадзького воєводства.

## Демографія
Демографічна структура станом на 31 березня 2011 року:
|          | Загалом | Допрацездатний вік | Працездатний вік | Постпрацездатний вік |
| -------- | ------- | ------------------ | ---------------- | -------------------- |
| Чоловіки | 118     | 25                 | 77               | 16                   |
| Жінки    | 115     | 23                 | 56               | 36                   |
| Разом    | 233     | 48                 | 133              | 52                   |